# 古城镇 (长汀县)
古城镇是中国福建省龙岩市长汀县下辖的一个镇。

## 概述
长汀县辖镇。五代时在此筑城，名“古城寨”。1949年设第十三区，1956年改古城区，1960年改古城公社，1984年改乡，1993年建镇。位于县境西部，距县城28公里。面积236平方公里，人口1.7万。319国道过境。辖古城、中都、井头、长塅、下增、溜下、青山、苦竹、梁坑、黄泥坪、元坑、南岩、丁黄、元口、黄陂、杨梅溪、马头山17个村委会。农业主产水稻、薯类、蔬菜，兼产烟叶、竹木。是闽赣边境地区物资集散地。第一次国共内战时期，毛泽东、朱德率领红军“古城暴动”，在此建立革命根据地。
古城位于闽赣两省交界处，长汀境内西部。东与大同镇相邻，南与四都镇接壤，西北与江西省瑞金市交界。镇域面积236平方公里， 辖区内有17个行政村；1.7万余人。
全镇地形属武夷山脉丘陵地带，地貌呈南高北低，多为半高山丛林，属亚热带季风性湿润气候。雨量充沛，气候温和，年平均气温18-19℃，无霜期270天以上。 年平均降雨量在1600-1800MM之间，平均风速1.5米/秒，风向以西北风为主，西风次之。 主要山峰有“双脊岽” 和 ”半天岽”其海拔高均在1000米以上，境内有古城河流入赣江。 古城竹木资源丰富，全镇林业用地达29万亩之多 ； 其中毛竹资源近10万亩，是远近闻名的竹业镇。

## 行政区划
古城镇共辖17个行政村，分别是：
中都村、古城村、井头村、元坑村、苦竹村、长段村、下增村、溜下村、黄泥坪村、青山村、梁坑村、马头山村、南岩村、杨梅溪村、黄陂村、元口村和丁黄村。

## 交通
- 319国道